# Rhyacophila pubescens
Rhyacophila pubescens là một loài Trichoptera trong họ Rhyacophilidae. Chúng phân bố ở miền Cổ bắc.